# Суп квасолевий
Суп квасо́левий, Квасолева зупа — перша страва. Популярна страва української кухні.

## Приготування
Готується на кістковому чи м'ясному бульйоні із яловичини, свинини, м'яса птиці, копченостей, з квасолею та овочами; цибулею, морквою, салерою, картоплею, петрушкою, кропом. До нього додають прянощі; лавровий лист та чорний перець. Для його приготування використовують квасолю, яку попередньо замочують у воді.

## Галерея

Копчені свинячі ребра для приготування супу
Копчені свинячі ребра та квасоля під час варіння
Процес закладки овочів
Приготування засмажки з цибулі та пасерованого борошна
Заправка супа
Готовий суп